# Bougainvillia meinertiae
Bougainvillia meinertiae är en nässeldjursart som först beskrevs av Ernst Haeckel 1879.  Bougainvillia meinertiae ingår i släktet Bougainvillia och familjen Bougainvilliidae. Inga underarter finns listade i Catalogue of Life.